# John Alexander McClernand
John Alexander McClernand, nacido el 30 de mayo de 1812 en las cercanías de Hardinsburg, en el condado de Breckinridge (Kentucky) y fallecido el 20 de septiembre de 1900 en Springfield (Illinois), fue un abogado, político y militar estadounidense, que alcanzó el grado de general en la guerra civil estadounidense, durante la cual estuvo al mando del Ejército del Misisipi.

## Primeros años
John Alexander McClernand nació en el condado de Breckinridge, en las cercanías de Hardinsburg, pero su familia se trasladó a Old Shawneetown (Illinois) en su niñez.  Sus primeros años de estudios y de carrera política fueron muy similares a los de otro abogado de Illinois por esas fechas, Abraham Lincoln. McClernand estudió por su cuenta, siendo admitido como abogado en el estado de Illinois en 1832. En ese mismo año sirvió como soldado voluntario en la Guerra de Halcón Negro (en la que el propio Lincoln sirvió brevemente como capitán).

## Actividades políticas
En 1835 McClernand fundó el periódico Shawneetown Democrat, del que era editor. Fue diputado por el Partido Demócrata de los Estados Unidos en 1836 y 1840-1843 en la Cámara de Representantes de Illinois, y en 1843-1851 y en 1859-1861 como diputado en el Congreso de los Estados Unidos, donde en un primer momento se opuso enérgicamente a la Enmienda Wilmot, aunque por ser un firme partidario de la Unión acabó por votar a favor de la resolución el 15 de julio de 1861, que prometía fondos y hombres al gobierno nacional.
Era conocido por su oratoria ampulosa y por su adhesión a los principios jacksonianos. Su aversión respecto de los abolicionistas le reportó el favor entre sus componentes, muchos de los cuales eran nativos de estados esclavistas, como lo era él mismo. En 1860 fue derrotado en su candidatura a la Presidencia de la Cámara de Representantes; la coalición de representantes que se le opusieron objetaban su moderada visión respecto de la esclavitud y de la importancia de conservar la Unión.
Como político, McClernand siguió siendo un demócrata partidario de la Unión, al igual que su mentor, Stephen Douglas. McClernand actuó como aliado de Douglas y como enlace con la Casa Blanca durante los debates para el Compromiso de 1850, actuando más tarde como uno de sus gerentes de campaña para la decisiva Convención Nacional Demócrata de 1860 para el nombramiento de un candidato del partido a la presidencia de los Estados Unidos que se celebró en Charleston, Carolina del Sur, y que supuso uno de los pasos camino de la guerra civil estadounidense.

## Guerra Civil

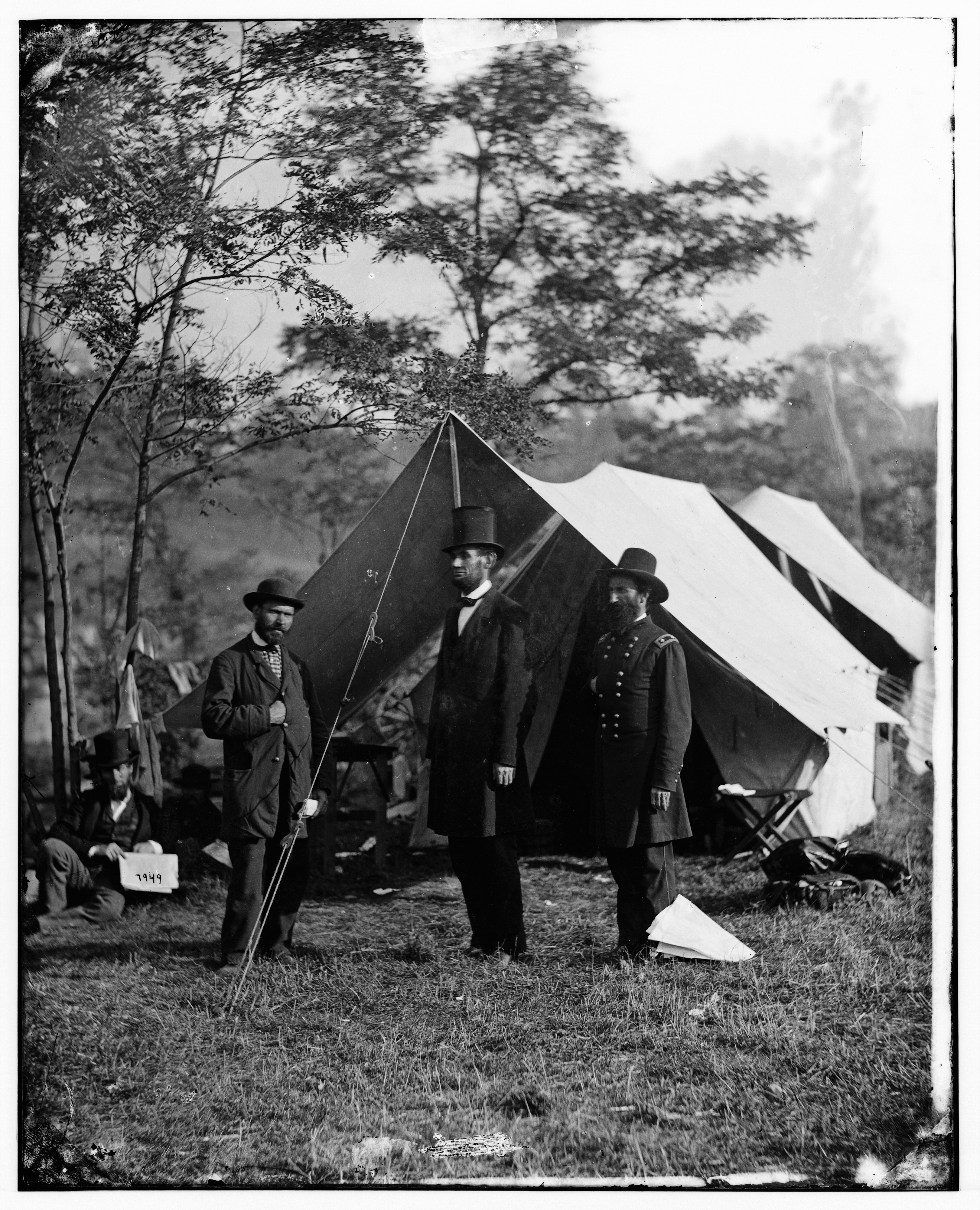
John Alexander McClernand (a la derecha) con Abraham Lincoln, visitando el campo de batalla de Antietam; Allan Pinkerton es quien aparece a la izquierda.

Al estallar la Guerra Civil, McClernand dimitió de su cargo en el Congreso, alistando la Brigada McClernand en Illinois, y logrando ser comisionado como general de brigada de voluntarios el 17 de mayo de 1861. Su nombramiento como un general se basó no sobre su breve servicio en campaña durante la Guerra de Black Hawk, sino en el deseo de Lincoln de conservar conexiones políticas con los demócratas del sur de Illinois.
McClernand era segundo en el mando tras Ulysses S. Grant en la batalla de Belmont (Misuri) en noviembre de 1861, y mandaba la 1.ª División del ejército de Grant en la batalla de Fort Donelson; su división, uno de cuyos flancos no estaba asegurado en obstáculos naturales, fue objeto de un ataque por sorpresa el 15 de febrero de 1862 y obligada a retroceder casi dos millas antes de que McClernand fuese capaz de conseguir refuerzos.
El 21 de marzo de 1862 fue ascendido a mayor general de voluntarios debido a sus servicios en Fort Donelson. En la batalla de Shiloh mandó una división, que se hallaba en la reserva de William T. Sherman. Durante su servicio como mayor general se vio tentado por las maniobra políticas, lo que fue observado por sus colegas en el mando: buscó sustituir al general George B. McClellan en el teatro de operaciones oriental a la vez que criticaba las maniobras de Grant en el occidental.
En octubre de 1862, McClernand utilizó sus influencias políticas con el gobernador de Illinois Richard Yates para obtener un permiso temporal de ausencia para visitar Washington D. C. y al presidente de los Estados Unidos Abraham Lincoln, esperando recibir un mando independiente de importancia. El secretario de Guerra Edwin M. Stanton aceptó enviarlo al norte con el fin de reclutar tropas para preparar una expedición contra Vicksburg, en Misisipi. A principios de enero de 1863, en la batalla de Milliken's Bend, McClernand reemplazó a William T. Sherman como el jefe de las fuerzas que debían avanzar hacia Misisipi.
El 11 de enero de 1863, McClernand tomó Arkansas Post, en la batalla de Fort Hindman, en una expedición considerada por Grant y por la mayor parte de los historiadores como una distracción de la campaña principal contra Vicksburg. El 17 de enero, Grant, tras haber recibido las opiniones del almirante Andrew H. Foote y del general Sherman que McClernand no era apto para el mando, unió una parte de sus propias tropas con las de McClernand y asumió el mando en persona de las mismas, a los tres días de la orden de McClernand de retirada tras la batalla de Milliken's Bend. Durante el resto de la campaña de Vicksburg hubo mucha fricción entre McClernand y sus compañeros; McClernand intrigaba para que se retirase el mando a Grant, filtrando rumores a la prensa en el sentido de que Grant bebía en exceso durante la campaña.
En opinión de Grant, la actitud de McClernand en la batalla de Champion Hill (16 de mayo de 1863) fue dilatoria, pero Grant esperó su momento, esto es, hasta que la insubordinación de McClernand resultó lo bastante ostensible como para justificar el hecho de arrebatar el mando a un rival políticamente poderoso. Después de que un asalto sangriento contra los atrincheramientos de Vicksburg  fracasara (asalto ordenado por Grant), McClernand dirigió una felicitación a sus tropas, que fue publicada en la prensa, contraviniendo una orden del Departamento y otra de Grant. McClernand fue así sustituido de su mando el 18 de junio, dos semanas antes de la caída de Vicksburg, siendo sustituido por el General Edward O. C. Ord.
El presidente Lincoln, quien vio la importancia de mantener contento a un líder de los Demócratas de Guerra de Illinois, restituyó a McClernand el mando de tropas en campaña en 1864, el XIII Cuerpo de Ejército del Departamento del Golfo. La enfermedad limitó la actividad de MacClernand, que acabó por dimitir del Ejército el 30 de noviembre de 1864. McClernand jugó un papel prominente en el entierro de Lincoln, su antiguo rival amistoso.

## Posguerra
McClernand fue juez del Distrito de Sangamon (Illinois) entre 1870 y 1873, siendo además el presidente de la Convención Nacional Demócrata de 1876. El último servicio público de McClernand fue el de participar como miembro del Consejo Federal Consultivo que supervisó el Territorio del Utah. A pesar de su dimisión, logró recibir una pensión militar debido a un Acta del Congreso de los Estados Unidos.
John McClernand murió en Springfield, Illinois, el 20 de septiembre de 1900. Reposa en el cementerio de Oak Ridge.
Su hijo, Edward John McClernand, destacó en las Guerras Indias y más tarde en las luchas en Filipinas. Su esposa Sarah era la hija de James Dunlap, otro de los generales del Ejército federal.